# Jacek Woźniak
Pour les articles homonymes, voir Wozniak.
 (juillet 2024).
Si vous disposez d'ouvrages ou d'articles de référence ou si vous connaissez des sites web de qualité traitant du thème abordé ici, merci de compléter l'article en donnant les références utiles à sa vérifiabilité et en les liant à la section « Notes et références ».
Jacek Woźniak, né le 9 octobre 1954 à Cracovie (Pologne) est un dessinateur, illustrateur, peintre et caricaturiste polonais.

## Biographie

### Jeunesse
Fils de Zofia et Julian Woźniak, Jacek Woźniak baigne très tôt dans le milieu de la presse et de l’art. Son père était un journaliste – écrivain de renom, sa sœur travaille également comme reporter.
Il passe une bonne partie de sa scolarité dans la ville de Rzeszów où sa famille réside. Les années lycée seront la première étape de son émancipation artistique. C’est avec Krzysztof Pleśniarowicz (pl) qu’il fonde son premier journal : la gazette satirique « Tegoryjec ». Grand ami de la famille Wozniak, Zygmunt Czyż (pl), un graphiste de Rzeszów, l’aidera quant à lui au niveau du développement artistique.
Après le bac, Jacek retourne à Cracovie où il suit les cours des Beaux-Arts. Le conflit avec l’un de ses professeurs se conclut avec le renvoi de Woźniak.

### Débuts professionnels
Véritable autodidacte, il persévère et propose rapidement ses premières expositions de dessin et de peinture dans les villes de Cracovie et de Buffalo aux États-Unis. En parallèle, il enchaîne les collaborations les plus diverses. Il travaille ainsi avec plusieurs troupes de théâtre étudiant pour lesquels il développera mise en scène, costumes et campagne d’affichage. C’est à cette époque que commence une fructueuse et longue collaboration avec le groupe de jazz/rock cracovien « Laboratorium ». Il organise avec eux une série d’expo-concerts à Rzeszów. Le dernier en date avec la contribution de Zygmunt Czyż (pl).
C’est également à cette époque qu’il publie ses premiers dessins de presse dans « Student ». Viendront ensuite plusieurs collaborations avec bon nombre de journaux tels que Prometej, Życie Literackie , ou encore Karuzela . C’est alors que l’influent journal Polityka l’engage en qualité de dessinateur.
En 1980 en pleine période de crise du système communiste dans les pays de l’Est, il participe activement à l’élaboration de bulletins de presse de « Solidarność ». Il contribue également à la publication d’affiche de propagande pour de nombreuses manifestations grévistes.
En parallèle, il fonde également le premier journal satirique indépendant « Wryj » (littéralement « dans ta gueule ») dans lequel il publie régulièrement articles et caricatures sous son nom, ainsi que sous de nombreux pseudonymes.
En cette grave période de répression les idées et les actions de Wozniak dérangent. Il est arrêté en décembre 1981 lors de l’état de siège. Il sera libéré 3 mois plus tard contre la promesse de quitter définitivement la Pologne. À la fin des années 1980, le mouvement de révolte entamé par les Polonais envahit toute l’Europe et le bloc communiste chute.

### En France
En juin 1982, il débarque à Paris, où il a obtenu l’asile politique, accompagné de sa femme et de ses deux enfants. Il y réside encore aujourd’hui. Il ne remet les pieds en Pologne que douze ans après les faits à la suite de l’obtention de la nationalité française.
Wozniak commence par travailler pour le groupe Arrco où il dessine pour les bulletins d’info, il y élabore diverses affiches, mais il s’y attelle également à des taches moins créatives puisqu’il y distribue le courrier et arrose les plantes.
Il commence à collaborer avec la presse française : Tonus, Libération, L’Evénement du jeudi, le Point, L’Expansion, VSD, Le Monde de l'éducation, Playboy, La Croix, …
L’année 1986 reste un tournant professionnel dans la carrière de Wozniak. Il publie en effet son premier dessin pour Le Canard enchaîné. Après un an où il y officie en qualité de pigiste, il devient salarié à part entière du journal satirique. Il y travaille encore aujourd’hui et chaque semaine, il y illustre la rubrique cinéma, ainsi que l’actualité politique.
S’enchaînent depuis de nouvelles collaborations ponctuelles avec Le Monde, Le Monde diplomatique, Le Nouvel Observateur, Témoignage chrétien, Der Frau, Courrier international.
Véritable boulimique de travail, l’artiste réalise de nombreuses affiches pour le Conseil de l'Europe, pour des festivals de jazz, des associations humanitaires ou autres événements culturels. Il prend également part à l’élaboration de clips musicaux (Manu Chao, Akli D), d’illustration de pochettes de disque (La Radiolina de Manu Chao, Archie Shepp, …), travaille avec France 2 pour le dessin animé Les Durs du Mur, réalise plusieurs films d'animation pour AIDES.
En 1998 avec de nombreux amis (Cabu, Kerleroux, Kiro…), il monte le site satirique Scorbut.
Au-delà des aspects médiatiques de sa profession, Wozniak n'a jamais cessé de peindre. Il a notamment eu le privilège de présenter bon nombre de ses œuvres lors d'une exposition gigantesque d'un an à La Fondation Miro à Majorque (juin 2013 - mai 2014)
Il est intimement lié au monde de la musique puisqu'au delà de son travail commun avec le musicien Archie Shepp et Manu Chao (voir les rubriques suivantes), il travaille également à des projections - souvent live - de dessins pendant les concerts avec le batteur de jazz Ramon Lopez, le quatuor Kadenza, notamment pour le spectacle KBW (musique Kadenza, dessins animés une partie réalisée par le peintre et sculpteur Daniel Buren et l'autre par Wozniak ) ou encore le musicien malgache Justin Vali avec le soutien de l'IRCAM ( Institut de Recherche et Coordination Acoustique et Musique de Paris ).
Wozniak collabore depuis de nombreuses années avec la Philharmonie de Paris pour laquelle il réalise des affiches, dessins animés, et illustrations de podcast.
Depuis 2004 il crée et compose chaque année les affiches et les visuels du mythique festival " Jazz à Porquerolles " dans le Var.

### Manu Chao
C'est à la suite d'un dessin de Wozniak sur l’ancien chanteur de la Mano Negra paru dans Le Monde que Ramon Chao, père du musicien entre en contact avec le dessinateur. C'est donc le père, écrivain–journaliste à RFI, qui présente les deux hommes.
Wozniak se propose tout d'abord d'illustrer quelques textes du musicien dans l'idée d’agrémenter la page Internet de ce dernier. Ne voulant pas s'arrêter en si bon chemin, l'idée prend rapidement la forme du livre/CD : « Sibérie m'était contée » (édition « Mille Paillettes ») lequel n'est paru qu'en France en deux étapes. Tout d’abord sous une forme allégée de 48 pages et d'un CD 6 titres, puis dans sa version définitive de 148 pages avec un CD 21 titres. L'objet aujourd’hui en rupture de stock fait le bonheur des collectionneurs.
Leur fructueuse collaboration a aussi pris la forme d'une série de clips animés, dont quelques-uns uns réalisés pour la sortie du nouvel album de manu Chao « la Radiolina ».
Plus récemment encore, ils ont peint une série de tableaux sous le pseudonyme Manwoz. Des tableaux exposés en 2007 à Barcelone (Espagne) et à Perpignan,Inka Mallorca 2010,Buenos Aires 2015,Suisse 2015

### Archie Shepp
C’est en l’an 2000 que Wozniak fait la connaissance du légendaire créateur du free jazz, Archie Shepp. Le défenseur de la lutte anti-communautariste avait alors en charge la bande originale, d’un film d’animation réalisé par Wozniak (projet caritatif commandé par l’association humanitaire AIDES). C’est lors de la promotion du film, et après avoir visionné ensemble le résultat final que les deux hommes prennent la décision de retravailler ensemble. Ils collaborent notamment sur Ceremonia, film d’animation de 11 minutes sur le cycle de la vie et de la mort. Wozniak signe également l’illustration des pochettes de disque du jazzman (First Take, Kindred Spirit, Gemini, Phat Jam, Wo!man …)
Avec les dessins en direct sur le grand ecran, Wozniak participe au spectacle Phat Jam d'Archie Shepp, Napoleon Maddox et Is What.

## Cabu
Amis de trente ans, ils se sont rencontrés dans la rédaction du Canard Enchaîné. Les deux dessinateurs collaborent régulièrement et dessinent souvent à quatre mains. Ensemble, ils publient notamment le livre Les Impubliables aux éditions de l'Archipel.
Wozniak était également le coloriste attitré de Cabu.
En 1998, avec l'aide de quelques autres amis caricaturistes ils fondent le premier site satirique de dessin Scorbut.eu, qui continue de dessiner et d'exposer.

## Manwoz
Personnage haut en couleur né de l’imagination de Wozniak et Manu Chao. La biographie officielle de ce drôle de personnage le décrit ainsi :
Né dans les lointaines plaines d’Ukraine en 1959, près du sinistre Tchernobyl. Seul garçon d’une famille nombreuse. Un père galicien, une mère de tavern, très jeune Manwoz perd goût au monde qui l’entoure, l’école l’ennuie, sa famille l’ennuie. A 15 ans, il décide de parcourir le globe, en quête des …. Disparues. Et depuis il cherche, Il cherche, Et il cherche …
Expositions
Barcelona 2007
Perpignan 2007
Guadalajara (Mexique) 2009 
Inca (Mallorca) 2010
Buenos Aires 2015
Montricher (Suisse) 2015